# 21 juillet
Pour les articles homonymes, voir Vingt-et-Un-Juillet.
21 juin 21 août
Chronologies thématiques
- Croisades
- Ferroviaires
- Sports
- Disney
- Anarchisme
- Catholicisme

Abréviations / Voir aussi
- (° 1852) = né en 1852
- († 1885) = mort en 1885
- a.s. = calendrier julien
- n.s. = calendrier grégorien
- Calendrier
- Calendrier perpétuel
- Liste de calendriers
- Naissances du jour

Le 21 juillet est le 202e jour de l'année du calendrier grégorien, 203e lorsqu'elle est bissextile, il en reste ensuite 163.
Son équivalent était généralement le 3 thermidor du calendrier républicain  / révolutionnaire français, officiellement dénommé jour du melon (le légume-fruit et cucurbitacée).

## Événements

### IVesiècleav. J.-C.
- 390 av. J.-C. : sac de Rome (si l'on s'en tient à la date du 18 juillet pour la bataille de l'Allia).
- 356 av. J.-C. : incendie du temple d'Artémis par Érostrate à Éphèse.

### IIIesiècle
- 285 : Maximien devient césar et coempereur d'Occident.

### IVesiècle
- 365 : un tremblement de terre, atteignant XI, sur l'échelle de Mercalli, ravage l'île de la Crête. Des dizaines de milliers de Crétois meurent dans la catastrophe, et le raz-de-marée consécutif atteint les côtes de Libye et d'Égypte, endommageant notamment Alexandrie.

### Xesiècle
- 987 : Foulques Nerra devient comte d'Anjou.

### XIIIesiècle
- 1242 : seconde bataille de Taillebourg.

### XVesiècle
- 1403 : bataille de Shrewsbury.

### XVIesiècle
- 1568 : bataille de Jemmingen.

### XVIIIesiècle
- 1718 : traité de Passarowitz
- 1774 : traité de paix de Kutchuk-Kaïnardji.
- 1781 : bataille de Louisbourg.
- 1788 : réunion des états généraux du Dauphiné à Vizille, à la suite de la journée des Tuiles.
- 1795 : bataille de Segré, pendant la Chouannerie.
- 1798 : bataille des Pyramides (campagne d'Égypte).

### XIXesiècle
- 1822 : couronnement d'Agustín de Iturbide, premier empereur du Mexique, sous le nom d'Augustin Ier.
- 1831 : prestation de serment de Léopold Ier de Belgique.
- 1861 : première bataille de Bull Run.

### XXesiècle
- 1921 : bataille d'Anoual.
- 1944 : bataille du fleuve Niémen, à laquelle participe l'escadron de chasse Normandie.
- 1954 : accords de Genève, fin de la guerre d'Indochine.
- 1969 : Neil Armstrong marche sur la lune avec Buzz Aldrin pour la première fois.
- 1972 : Bloody Friday à Belfast, en Eire du nord.

### XXIesiècle
- 2008 : arrestation de Radovan Karadžić.
- 2013 : abdication du roi Albert II de Belgique après 20 ans de règne, en faveur de son fils le prince Philippe.
- 2016 : Johnny Hallyday donne son 90e et dernier concert de la tournée Rester Vivant Tour au Théâtre antique de Vienne qui fut aussi son dernier concert solo.
- 2019 :
  - des élections à la chambre des conseillers ont lieu au Japon afin d'en renouveler 124 des 245 sièges. Le scrutin donne lieu à une victoire en demi-teinte du Parti libéral-démocrate (P.L.D.) du premier ministre Shinzō Abe[1].
  - Des élections législatives se déroulent aussi en Ukraine de manière anticipée afin de renouveler les membres de la chambre parlementaire la Rada. Elles étaient initialement prévues le 27 octobre 2019 avant d'être convoquées par le nouveau président Volodymyr Zelensky. Le parti Serviteur du peuple dudit président sort grand gagnant. Le décompte des voix selon un système mixte proportionnel et majoritaire lui donne une nette majorité[2].

## Arts, culture et religion
- 1792 : le roi Louis XVI remet au père François-Louis Hébert, c. i. m., son vœu au Sacré-Cœur de Jésus.
- 1821 : publication française du roman épistolaire Frankenstein ou le Prométhée moderne de Mary Shelley.
- 1928 : première du cycle de lieder Die Tageszeiten (en) pour chœur d'hommes et orchestre op.76 de Richard Strauss à Vienne (Autriche) à l'occasion du centenaire de la mort de Franz Schubert.
- 2021 : en Angleterre, le port marchand de Liverpool perd son inscription au patrimoine mondial de l’UNESCO[3].

## Sciences et techniques
- 1969 : premiers pas sur la Lune de Neil Armstrong à 2 h 56 UTC (voir cette section au 20 juillet la veille).
- 1983 : record de température terrestre négative (−89,2 °C) enregistré sur la base antarctique Vostok en plein été austral.
- 2011 : dernier atterrissage d'une navette spatiale américaine avec Atlantis achevant la mission STS-135.

## Économie et société
- 2000 : en Colombie, fondation du constructeur naval COTECMAR.

## Naissances

### IVesiècleav. J.-C.
- 356 av. J.-C. : Alexandre le Grand, Ἀλέξανδρος ὁ Μέγας / Aléxandros ho Mégas ou Μέγας Ἀλέξανδρος / Mégas Aléxandros en grec ancien, Alexandre III (Ἀλέξανδρος Γ' / Aléxandros III dit), roi de Macédoine hellène  à partir de -336 et conquérant du proche-Orient, du nord de l'Égypte (Alexandrie) et de l'empire perse jusqu'aux rives de l'Indus († 11 juin -323).

### XVesiècle
- 1414 : Sixte IV (Francesco della Rovere dit), 212e pape de 1471 à 1484 († 12 août 1484).

### XVIesiècle
- 1515 : Philippe Néri, prêtre italien, fondateur de la Congrégation de l'Oratoire († 26 mai 1595).

### XVIIesiècle
- 1620 : Jean Picard, astronome et géodésien français († 12 octobre 1682).
- 1664 : Matthew Prior, poète et diplomate anglais († 18 septembre 1721).
- 1693 : Thomas Pelham-Holles, homme politique britannique, premier ministre de 1754 à 1756 puis de 1757 à 1762 († 17 novembre 1768).

### XVIIIesiècle
- 1710 : Paul Heinrich Gerhard Möhring, médecin, botaniste et zoologiste allemand († 28 octobre 1792).
- 1783 : 
  - Charles Yves César Cyr du Coëtlosquet, général français († 23 janvier 1836).
  - Charles-Tristan de Montholon, général français († 21 août 1853).

### XIXesiècle
- 1802 : David Hunter, général américain († 2 février 1886).
- 1804 : Émile Rainbeaux, dirigeant d'industrie français († 23 mars 1861).
- 1808 : Simion Bărnuţiu, philosophe et homme politique roumain († 28 mai 1864).
- 1810 : Henri Victor Regnault, chimiste et physicien français († 19 janvier 1878).
- 1814 : 
  - Jacques-Philippe Lantier, homme politique canadien († 15 septembre 1882).
  - Alfred Saker, missionnaire baptiste britannique († 12 mars 1880).
- 1816 : Paul Julius Reuter, journaliste britannique d'origine allemande, créateur de l'agence Reuters († 25 février 1899).
- 1825 : Práxedes Mateo Sagasta, homme d'État espagnol († 5 janvier 1903).
- 1854 : Albert Edelfelt, peintre finlandais († 18 août 1905).
- 1857 : Rocambole, personnage de fiction.
- 1858 : Marie-Christine d'Autriche, reine d'Espagne de 1879 à 1902 († 6 février 1929).
- 1863 : Charles Aubrey Smith, acteur et joueur de cricket international britannique († 20 décembre 1948).
- 1867 : Geoffroy Guichard, entrepreneur français († 28 avril 1940).
- 1870 : Emil Orlik, peintre et lithographe allemand († 28 septembre 1932).
- 1885 : Jacques Feyder, cinéaste français († 24 mai 1948).
- 1888 : Jean-Pierre Calloc'h, poète français de langue bretonne († 10 avril 1917).
- 1893 : Hans Fallada, écrivain allemand († 5 février 1947).
- 1896 :
  - Simone Berriau, actrice française († 26 février 1984).
  - Jean Rivier, compositeur français († 6 novembre 1987).
- 1899 : 
  - Hart Crane, poète américain († 27 avril 1932).
  - Ernest Hemingway, écrivain et journaliste américain († 2 juillet 1961).

### XXesiècle
- 1901 : Ovila Légaré, acteur, chanteur et folkloriste québécois († 19 février 1978).
- 1902 : Georges Wambst, coureur cycliste français, champion olympique par équipe en 1924 († 1er août 1988).
- 1903 : Roy R. Neuberger, financier et collectionneur d'art américain († 24 décembre 2010).
- 1907 : 
  - Élisabeth Behr-Sigel, théologienne orthodoxe († 26 novembre 2005).
  - Louis Théodore Kleinmann officier français spécialiste du renseignement († 14 juillet 1979).
- 1911 : Marshall McLuhan, enseignant, philosophe et sociologue canadien († 31 décembre 1980).
- 1912 : Jean-Charles Bonenfant, journaliste et professeur de droit québécois († 5 octobre 1977).
- 1915 : Jacques Tayar, officier, résistant, compagnon de la Libération († 18 décembre 1943).
- 1917 : 
  - Alan B. Gold, juge québécois († 15 mai 2005).
  - Luigi Cantone, escrimeur italien, champion olympique († 6 novembre 1997).
- 1920 :
  - Jean Daniel, journaliste et écrivain français († 19 février 2020).
  - Mohammed Dib, écrivain algérien († 2 mai 2003).
  - Constant Nieuwenhuis, artiste néerlandais († 1er août 2005).
  - Isaac Stern, musicien américain († 22 septembre 2001).
- 1921 : 
  - James Cooke Brown, sociologue et écrivain de science-fiction américain († 13 février 2000).
  - Désiré Dondeyne, chef d'orchestre et compositeur français († 12 février 2015).
- 1922 : Christian Alers, acteur français († 4 mars 2019).
- 1923 : Rudolph Marcus, chimiste américain d'origine québécoise, prix Nobel de chimie 1992.
- 1924 : Don Knotts, acteur américain († 24 février 2006).
- 1925 : Hans Meyer, acteur sud-africain († 3 avril 2020).
- 1926 :
  - Norman Jewison, réalisateur, scénariste et producteur canadien.
  - Karel Reisz, réalisateur britannique († 25 novembre 2002).
  - Sim (Simon Berryer dit), acteur et humoriste français († 6 septembre 2009).
- 1928 : Max Pinchard, compositeur français († 12 décembre 2009).
- 1929 :
  - Philippe Ardant, constitutionnaliste français († 6 juin 2007).
  - Bob Orton, catcheur américain († 16 juillet 2006).
- 1930 : Helen Merrill (Jelena Ana Milčetić dite), chanteuse américano-croate de jazz.
- 1931 : 
  - Sonny Clark, musicien américain († 13 janvier 1963).
  - Michel Vannier, joueur de rugby à XV français († 28 juin 1991).
- 1932 : 
  - Audrey Stevens Niyogi, biochimiste américaine († 28 février 2010
  - Félix Lebuhotel, cycliste sur route français († 5 novembre 2008).
  - Pierre Quatrepoint, militaire et historien français († 26 juin 2018).
- 1933 : 
  - Monique Antoine, avocate et militante féministe française († 23 mars 2015).
  - Vonny (verlan syllabique possible d'Yvonne Guillaud dite), chanteuse, comédienne, animatrice de radio et de télévision (au côté de G. Majax par ex. ; † 10 janvier 2010).
  - Brigitte Reimann, écrivaine allemande († 20 février 1973).
- 1935 : Ramón Chao (Ramón Luís Chao Rego), journaliste et écrivain espagnol galicien († 20 mai 2018).
- 1937 : William Blinn (William Frederick Blinn dit), scénariste et producteur américain à l'origine de  l'idée de la série américaine "Starsky et Hutch" († 22 octobre 2020).
- 1938 :
  - Les Aspin (Leslie Aspin Jr. dit), homme politique américain, secrétaire à la Défense de 1993 à 1994 († 21 mai 1995).
  - Marjolijn Greeve, cavalière néerlandais de dressage († 5 novembre 2023).
  - Anton Kuerti, pianiste, compositeur et professeur canadien d'origine autrichienne.
- 1939 : Kim Fowley, auteur-compositeur-interprète, producteur et impresario américain († 15 janvier 2015).
- 1942 : Louis Caron, romancier et scénariste québécois.
- 1943 : 
  - Edward Herrmann, acteur américain († 31 décembre 2014).
  - Lucrecia Méndez, écrivain guatémaltèque, professeure d'université.
- 1944 :
  - John Atta-Mills, homme politique ghanéen, président de la République ghanéenne de 2009 à 2012 († 24 juillet 2012).
  - Tony Scott, réalisateur et producteur britannique († 19 août 2012).
  - Paul Wellstone, homme politique américain († 25 octobre 2002).
- 1946 : 
  - Anne Libert, actrice belge.
  - Jüri Tarmak, athlète estonien, champion olympique en saut en hauteur.
- 1947 : Morice Benin auteur-compositeur et interprète français († 19 janvier 2021).
- 1948 :
  - Yusuf Islam / Cat Stevens (Steven Demetre Georgiou dit), chanteur britannique.
  - Hubert-Félix Thiéfaine, chanteur français et franc-comtois.
- 1949:
  - Jean-Baptiste Mondino, photographe et réalisateur français.
- 1951 :
  - Arlette Chabot, journaliste et animatrice française de radio et télévision.
  - Robin Williams, acteur américain († 11 août 2014).
- 1953 : Momir Petković, lutteur serbe, champion olympique.
- 1954 :
  - Jean Bernier, joueur de hockey sur glace québécois.
  - Danièle Debernard, skieuse alpine française.
  - Fabienne Égal, ancienne speakerine et animatrice française de télévision.
- 1956 : Michael Connelly, écrivain américain.
- 1957 :
  - Stefan Löfven, homme politique suédois.
  - Jon Lovitz, acteur, humoriste et chanteur américain.
- 1959 : Caroline Tresca, actrice, animatrice, productrice et galeriste d'art française.
- 1960 :
  - Lance Guest, acteur américain.
  - Fritz Walter, footballeur allemand.
- 1962 :
  - Mokgweetsi Masisi, homme d'État botswanais.
  - Lai Xiaomin (赖小民 dit), homme politique et homme d'affaires chinois († 29 janvier 2021).
- 1963 : Éric Giacometti, écrivain français.
- 1964 :
  - Fabrice Colas, cycliste sur piste français.
  - Jens Weissflog, sauteur à ski est-allemand.
  - Akira Yasuda (安田 朗), illustrateur japonais.
- 1965 : 
  - Francis Moreau, cycliste sur route et sur piste français.
  - Patricia Guerra, navigatrice espagnole, championne olympique.
- 1968 :
  - Brandi Chastain, joueur de football Américaine.
  - Lyle Odelein, joueur de hockey sur glace canadien.
- 1969 : 
  - Sébastien Desjours, acteur français.
  - Isabell Werth, cavalière allemande spécialiste du dressage, septuple championne olympique.
- 1971 :
  - Anthony Beltoise, pilote de course automobile français.
  - Charlotte Gainsbourg, actrice et chanteuse française.
- 1973 :
  - Berhane Adere, athlète de fond éthiopienne.
  - Caroline Néron, actrice et chanteuse québécoise.
- 1974 : Jordi Évole Requena, journaliste espagnol.
- 1975 :
  - David Dastmalchian, acteur, scénariste et producteur américain.
  - Claudia Franco, nageuse espagnole.
  - Marie Hardiman, nageuse britannique.
  - Augustin Legrand, comédien et militant humanitaire français.
  - Alfredo Rota, escrimeur italien.
  - Oleksandr Yurkov, athlète ukrainien.
- 1976 : Anita Nall, nageuse américaine, championne olympique.
- 1977 : Sarah Biasini, comédienne française.
- 1978 :
  - Justin Bartha, acteur, réalisateur, scénariste, producteur et monteur américain.
  - Josh Hartnett, acteur américain.
  - Damian Marley, chanteur jamaïcain.
  - Sila Va'enuku, joueur de rugby à XV tongien.
  - Kyoko Iwasaki, nageuse japonaise, championne olympique.
- 1979 :
  - Tamika Catchings, basketteuse américaine, championne olympique.
  - Caroline Ithurbide, journaliste et animatrice de télévision française.
  - Andrej Voronin (Андрій Вікторович Воронін), footballeur ukrainien.
- 1980 :
  - Sandra Laoura, skieuse acrobatique française.
  - C.C. Sabathia (Carsten Charles Sabathia dit), lanceur de baseball américain.
- 1981 : Anabelle Langlois, patineuse artistique québécoise.
- 1982 : Mao Kobayashi, actrice et présentatrice japonaise.
- 1983 : Nadia Yvonne López Ayuso, chanteuse mexicaine.
- 1985 : Vanessa Lengies, actrice canadienne.
- 1986 :
  - Diane Guerrero, actrice américaine.
  - Fulgence Ouedraogo, joueur de rugby à XV français.
  - Sofiane (Sofiane Zermani dit), rappeur français.
  - Jason Thompson, basketteur américain.
  - Zi-A (Baek Ji-hye / 박지혜 dite), chanteuse sud-coréenne.
- 1988 : DeAndre Jordan, basketteur américain.
- 1989 : 
  - Rory Culkin, acteur américain.
  - Marco Fabián, footballeur mexicain.
  - Jamie Waylett, acteur britannique.
- 1991 : 
  - Florent Bernard, scénariste et réalisateur français.
  - Sara Sampaio, mannequin portugaise.
- 1992 : 
  - Giovanni De Gennaro, kayakiste italien.
  - Charlotte de Witte, disc jockey belge.
- 1993 : AmineMaTue, youtubeur franco-algérien.
- 1994 : Lucas Olaza, footballeur uruguayen.
- 1995 : Branco van den Boomen, footballeur néerlandais.
- 1997 : 
  - Lahja Ishitile, athlète handisport namibienne.
  - Rikako Kobayashi, footballeuse japonaise.
  - Baggio Siadi, footballeur congolais
- 1998 : 
  - Marie Bouzková, joueuse de tennis tchèque.
  - Maggie Lindemann, chanteuse, influenceuse et compositrice américaine.
- 1999 : 
  - Giacomo Conti, footballeur saint-marinais.
  - Diego Costa, footballeur brésilien.
  - Rebecca Kamau, nageuse kényane.
- 2000 : 
  - Erling Braut Håland, footballeur norvégien.
  - Mia Krampl, grimpeuse slovène.
  - Jens Lurås Oftebro, skieur de combiné nordique norvégien.

### XXIesiècle
- 2006 : Endrick, footballeur brésilien.

## Décès

### IVesièclevoireIIIesiècle
- 303 ou 304 voire 290 : Victor de Marseille, officier militaire romain dans la garde impériale et dans une légion chrétienne massacrée sous Dioclétien et Maximien Hercule, devenu saint chrétien comme ci-après (° à une date non connue).

### Xesiècle
- 987 : Geoffroy Ier, comte d'Anjou (° vers 938/940).

### XIVesiècle
- 1312 : Bernard VII, comte de Comminges (° inconnue)[4].

### XVesiècle
- 1403 : Edmond Stafford, 5e comte de Stafford (° 2 mars 1377).

### XVIesiècle
- 1552 : Antonio de Mendoza, noble espagnol et vice-roi de Nouvelle-Espagne (° 1495).

### XVIIesiècle
- 1688 : James Butler, homme d'état et militaire anglais (° 19 octobre 1610).

### XVIIIesiècle
- 1770 : Charlotta Frölich, écrivaine, scientifique et historienne suédoise (° 28 novembre 1698).
- 1793 : Antoine Bruny d'Entrecasteaux, navigateur et contre-amiral français (° 7 novembre 1737).
- 1796 : Robert Burns, poète britannique (° 25 janvier 1759).
- 1798 : François Sébastien de Croix de Clerfayt, officier autrichien (° 14 octobre 1733).

### XIXesiècle
- 1808 : Claude-François Duprès, militaire français (° 3 octobre 1755).
- 1886 :
  - Oronzio De Donno, homme politique italien (° 17 octobre 1819).
  - Abel Desjardins, historien français (° 26 juillet 1814).
  - Karl von Piloty, peintre allemand (° 1er octobre 1826).

### XXesiècle
- 1913 : François Delamaire, prélat français (° 4 février 1848).
- 1931 : Émile Pouget, syndicaliste français (° 12 octobre 1860).
- 1941 : Anton Mervar, luthier slovène (° 20 mars 1885).
- 1943 : Louis Vauxcelles, critique d'art français (° 1er janvier 1870).
- 1944 : 
  - Claus von Stauffenberg, résistant allemand (° 15 novembre 1907).
  - Werner von Haeften, résistant allemand (° 9 octobre 1908).
  - Albrecht Mertz von Quirnheim, résistant allemand (° 25 mars 1905).
- 1945 : Ryosuke Nunoi (布井良助), joueur de tennis japonais (° 18 janvier 1909).
- 1946 : Gualberto Villarroel, président bolivien (° 15 décembre 1908).
- 1948 : Arshile Gorky, peintre américain (° 14 avril 1904)
- 1951 : Adam Stefan Sapieha, prélat polonais (° 14 mai 1867).
- 1952 : Pedro Lascuráin Paredes, homme politique mexicain (° 8 mai 1856).
- 1967 :
  - Jimmie Foxx, joueur de baseball américain (° 22 octobre 1907).
  - Basil Rathbone, acteur britannique (° 13 juin 1892).
- 1968 : Ruth Saint Denis, danseuse américaine (° 20 janvier 1879).
- 1972 : Jigme Dorji Wangchuck, roi du Bhoutan de 1952 à 1972 (° 2 mai 1929).
- 1977 : Lee Miller, photographe américaine (° 23 avril 1907).
- 1982 : 
  - Dave Garroway, animateur de télévision américain (° 13 juillet 1913).
  - Marcel Reynal, violoniste et pédagogue français (° 19 septembre 1895).
- 1989 : Jean Urvoy, peintre, écrivain et graveur français (° 5 novembre 1898).
- 1990 : Sacha Pitoëff, comédien français (° 11 mars 1920).
- 1991 : Paul Warwick, pilote automobile britannique (° 29 janvier 1969).
- 1994 : Marijac (Jacques Dumas dit), dessinateur, scénariste et éditeur de bande dessinée français (° 7 novembre 1908).
- 1996 :
  - Luana Anders, actrice américaine (° 12 mai 1938).
  - Herb Edelman, acteur américain (° 5 novembre 1933).
- 1997 : Olaf Kopvillem, réfugié de la seconde guerre mondiale et chanteur estonien (° 1er novembre 1926).
- 1998 :
  - Alan Shepard, astronaute américain (° 18 novembre 1923).
  - Robert Young, acteur américain (° 22 février 1907).
- 1999 : Jun Etō (江藤 淳), écrivain et critique littéraire japonais (° 25 décembre 1932).

### XXIesiècle
- 2003 :
  - Louis-de-Gonzague Langevin, évêque québécois (° 31 juillet 1921).
  - Miguelín (Miguel Mateo Salcedo dit), matador espagnol (° 19 mars 1939).
- 2004 :
  - Jerry Goldsmith, compositeur américain (° 10 février 1929).
  - Edward Bok Lewis, généticien américain, colauréat du prix Nobel de physiologie ou médecine 1995 (° 20 mai 1918).
- 2005 : Long John Baldry, chanteur et guitariste d'origine britannique (° 12 janvier 1941).
- 2006 :
  - Mako Iwamatsu (岩松 信), acteur japonais (° 10 décembre 1933).
  - Ta Mok (តាម៉ុក), homme politique cambodgien (° 1926)
- 2007 : Jesús de Polanco, homme d'affaires espagnol (° 7 novembre 1929).
- 2009 : Yoshinori Kanada (金田伊功), animateur et réalisateur japonais (° 5 février 1952).
- 2010 :
  - Ralph Houk (en), joueur et gestionnaire de baseball américain (° 9 août 1919).
  - John E. Irving, homme d'affaires, industriel et philanthrope canadien (° 1er janvier 1932).
- 2012 :
  - Jean Ferniot, journaliste français (° 10 octobre 1918).
  - Alexander Cockburn, journaliste politique irlando-américain (° 6 juin 1941).
  - Susanne Lothar, actrice allemande (° 15 novembre 1960).
  - Ali Podrimja, poète albanais (° 28 août 1942).
- 2013 :
  - Denys de La Patellière, réalisateur et scénariste français (° 8 mars 1921).
  - Ugo Riccarelli, écrivain et poète italien (° 3 décembre 1954).
  - Wanbi Tuấn Anh (Nguyễn Tuấn Anh dit), acteur et chanteur vietnamien (° 9 janvier 1987).
- 2014 : Kevin Skinner, boxeur et joueur de rugby à XV néo-zélandais (° 24 novembre 1927).
- 2017 : John Heard, acteur américain (° 7 mars 1945).
- 2020 : 
  - Germain Kouassi, joueur et entraîneur ivoirien de basket-ball (° 1937).
  - Andrew Mlangeni, militant sud-africain anti-apartheid emprisonné, un temps député de 1994 à 1999 (° 6 juin 1925).
  - Michelle Senlis (Michelle Fricault dite), parolière française, avec Jean Ferrat, Juliette Gréco, Fabienne Thibeault et Hugues Aufray (° 20 juillet 1933).
  - Luzius Wildhaber, juriste suisse, président de la Cour européenne des droits de l'homme de 1998 à 2007 (° 18 janvier 1937).
- 2021 : Awa Diop, femme politique sénégalaise, députée et ministre (° 1er mai 1948).
- 2023 : 
  - Tony Bennett, chanteur américain (° 3 août 1926).
  - Juliette Mayniel, actrice française (° 22 janvier 1936).
- 2024 : 
  - Peter S. Carmichael, historien américain (° 13 février 1966).
  - Kenneth Grange, designer industriel britannique (° 17 juillet 1929).
  - Paul Lederman, producteur français (° 2 mai 1940).
  - Salvatore Piscicelli, réalisateur italien, scénariste et critique de cinéma (° 4 janvier 1948).
  - Evelyn Thomas, chanteuse américaine (° 22 août 1953).

## Célébrations

### Nationales
- Belgique (Union européenne à zone euro) : fête nationale commémorant la prestation de serment du premier roi des Belges Léopold Ier en 1831.
- Guam (Océanie Pacifique) : jour de la libération.

### Saints des Églises chrétiennes

#### Saints catholiques et orthodoxes du jour
Référencés ci-après in fine, :
- Antimond (VIe siècle), Premier évêque de Thérouanne en Artois.
- Arbogast († vers 678) -ou « Arbogaste »-, originaire d'Aquitaine, évêque de Strasbourg en Alsace.
- Daniel (VIe siècle av. J.-C.), l'un des quatre grands prophètes de l'Ancien Testament ; date occidentale, fêté le 17 décembre en Orient avec trois adolescents martyrs lors de la déportation de Babylone : Ananias, Azarias et Misaël (et 11 décembre infra).
- Éterne (VIIe siècle), Évêque d'Evreux, martyr.
- Julie († entre 270 et 275), vierge, avec ses compagnons Claude (ou Claudien), Juste, Jucondien (ou « Jocondien » ou « Jucundien »), et cinq autres martyrs sous Aurélien à Troyes en Champagne (et 8 avril, 15 février).
- Longin de Marseille († 303 ou 304), martyr.
- Neot (IXe siècle), Moine en Cornouailles.
- Parthénios († 1777), originaire de Thessalie, évêque de Radobysdion en Épire.
- Praxède († 151 ou 159 ou 164) -ou « Praxedes »-, fille du sénateur saint Pudens et sœur de sainte Pudentienne, vierge et peut-être martyre à Rome.
- Syméon d'Émèse († vers 590), -« Syméon le Fou »- et Jean d'Émèse, fols en Christ, ermites dans le désert de Palestine (et nombreux saints Jean).
- Victor de Marseille († 303 ou 304 voire 290), soldat romain, avec Alexandre, Longin et Félicien, ses geôliers convertis, martyrs sous Maximien cf. ci-avant & -après).
- Zotique († vers 204), évêque de Comane en Cappadoce (actuelle Turquie).

#### Saints et bienheureux catholiques du jour
référencés ci-après :
- Albéric († 1900), martyr en Chine lors de la révolte des Boxers.
- Cristobal Fernandez de Vallodolid († 1690), prêtre franciscain espagnol, fondateur d'un hôpital (cf. Christophe fins août, Fer(di)nand aux printemps).
- Éterne († vers 670) -ou « Ethernus » ou « Detherus »-, 9e évêque d'Évreux, martyr.
- Gabriel Pergaud (1752 - 1794), bienheureux, chanoine régulier de Saint Augustin de l'abbaye de Beaulieu (Côtes-d'Armor), prêtre martyr sur les pontons de Rochefort, déporté sur le navire Deux-associés (et archange Gabriel les 29 septembre).
- Laurent (1559 - 1619), originaire de Brindisi, capucin italien, docteur de l'Église (voir aussi 10 août).
- Luigi Lenzini († 1945), Prêtre italien martyr, bienheureux.

#### Saints orthodoxes?
Outre les saints œcuméniques voire pré-schismatiques ci-avant, aux dates parfois "juliennes" / orientales ...
- Parthénios (+ 1777), Evêque et ascète.

### Prénoms du jour
Bonne fête aux Victor, à ses formes espagnole Victorio, italienne Vittorio, allemande Viktor, etc. ; et à leurs féminins : Victoria, Vittoria, Viktoria, Wiktoria, etc. ; ainsi qu'à leurs dérivés Victorien, Victorienne, Victoriano, Victoriana, Vittoriano, Vittoriana, Victorian, Viktorian etc.
Et aussi aux :
- Albéric, ses variantes et dérivés : Alberic, Aubriet, Aubriot, Aubry, Auberi, Aubery, Elberic, etc.
- Daniel, ses variantes et dérivés : Dan, Dana, Daniele, Danny, etc. (voir les 11 décembre).
- Trifin, ses variantes et ses dérivés : Tréphine, Trifina, Tryphina, Tryphine, Tryphon(e), etc. (voir dès la veille 20 juillet/ "a viz gouere" en Bretagne) et les Tiphaine et toutes ses variantes, lors des fêtes de théophanies (Épiphanie, baptême du Seigneur, Ascension, Transfiguration etc., sinon saints Étienne & Stéphan(i)e etc.) ?

## Traditions et superstitions

### Dictons
- « Entre saint-Victor et saint-Roch, des orages, les grands chocs. »[réf. souhaitée]
- « Quand il pleut à la saint-Victor, la récolte n'est pas d'or. »[7]

### Astrologie
Signe du zodiaque : 30e jour du signe astrologique du cancer.

## Toponymie
Plusieurs voies, places, sites ou édifices de pays ou provinces francophones contiennent la date du jour dans leur nom sous diverses graphies possibles : voir Vingt-et-Un-Juillet.